# Janina Mendalska

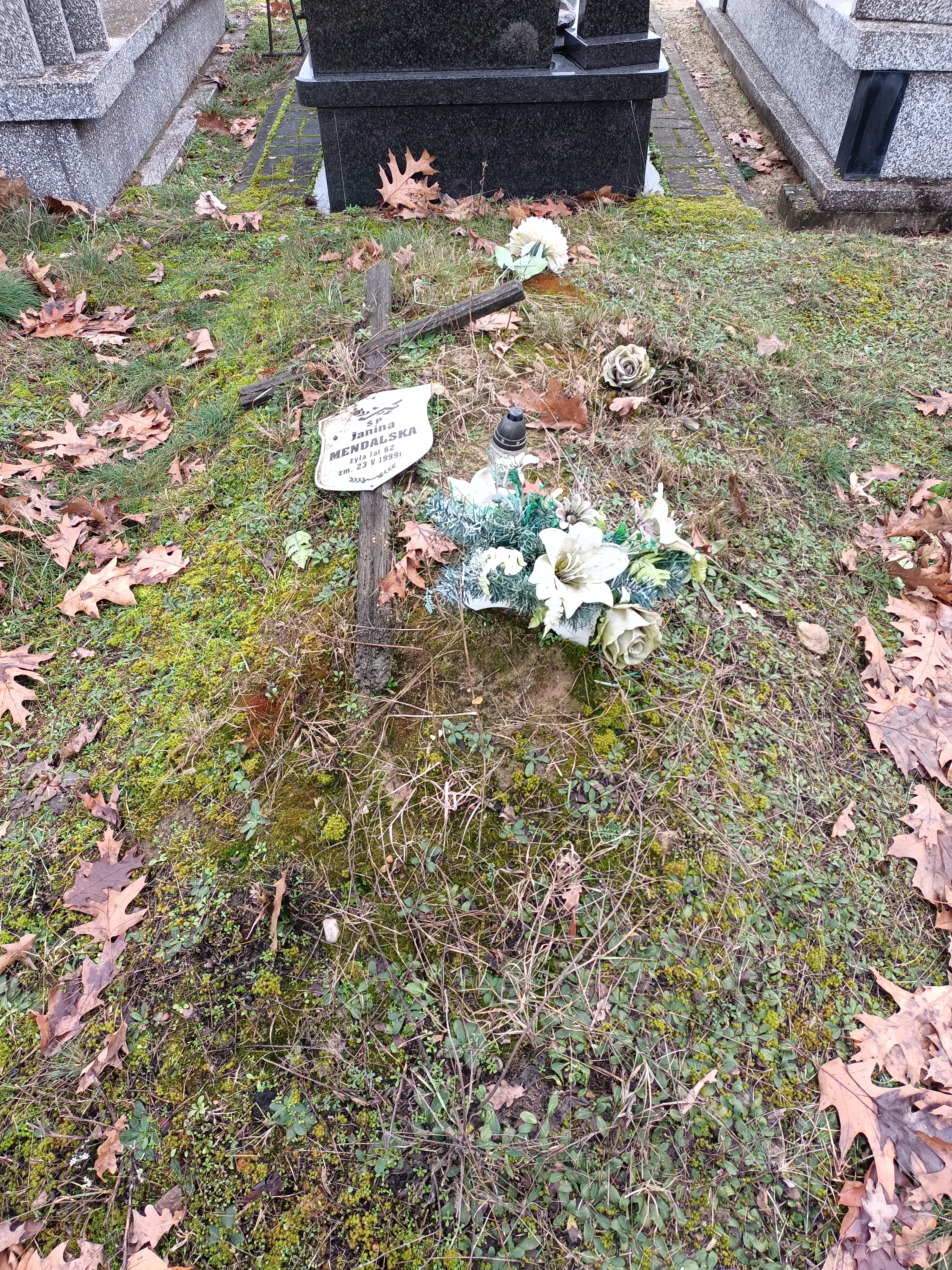
Grób Janiny Mendalskiej na Cmentarzu Północnym w Warszawie

Janina Mendalska, także Korzeniowska (ur. 10 stycznia 1937 w Stelmachowie, zm. 23 maja 1999 w Warszawie) – polska kajakarka, olimpijka z Rzymu 1960, zawodniczka Pirata Elbląg i Spójni Warszawa.
Mistrzyni Polski w konkurencji K-2 na dystansie 3000 metrów w roku 1958-1959 oraz na dystansie 500 metrów w roku 1961. Pływała w osadzie z Danielą Walkowiak.
Na igrzyskach olimpijskich w 1960 roku zajęła 4. miejsce w K-2 na dystansie 500 metrów.
Jest pochowana na Cmentarzu Komunalnym Północnym w Warszawie